# Tokorozawa
Tokorozawa (所沢市?, Tokorozawa-shi) è una città giapponese della prefettura di Saitama a circa 30 km da Tokyo. Alla città è intitolato l'asteroide 7038 Tokorozawa, scoperto nel 1995.

## Punti d'interesse
- Seibu Dome
- Tokorozawa Aviation Museum
- Tokorozawa Civic Cultural Centre Muse

## Infrastrutture e trasporti

Mappa delle Ferrovie Seibu

La città è il principale hub delle Ferrovie Seibu, delle quali ospita anche la sede principale. La principale stazione è quella di Tokorozawa dove si incrociano le linee Seibu Ikebukuro e Seibu Shinjuku. Di seguito sono indicate le stazioni presenti sul territorio linea per linea:
- Linea Seibu Ikebukuro:
  - Stazione di Tokorozawa, Stazione di Nishi-Tokorozawa, Stazione di Kotesashi, Stazione di Sayamagaoka
- Linea Seibu Shinjuku:
  - Stazione di Tokorozawa, Stazione di Kōkū-kōen, Stazione di Shin-Tokorozawa
- Linea Seibu Sayama:
  - Stazione di Nishi-Tokorozawa, Stazione di Shimo-Yamaguchi, Stazione di Seibu-Kyujomae
- Linea Seibu Yamaguchi (people mover):
  - Stazione di Seibu-Kyujomae, Stazione di Yuenchi-Nishi
- JR East Linea Musashino:
  - Stazione di Higashi-Tokorozawa

## Amministrazione

### Gemellaggi
- Decatur (Illinois), dal 1966
- Anyang, dal 1992
- Changzhou, dal 1998